# The Quiet Strum
The Quiet Strum er den danske folkpoptrio The White Albums debutalbum, der blev udgivet i 2014.
Albummet modtog hovedsageligt positive anmeldelser, og det modtog fire ud af seks stjerner i musikmagasinet GAFFA. Det nåede at tilbringe fem uger på Album Top-40 med en fjerdeplads som højeste placering.

## Spor
1. "Another"
2. "Kings And Aces"
3. "Feed It To The Children"
4. "Baudelaire"
5. "Bent Out Of Shape"
6. "Guns And Ammunition"
7. "I Remember Well"
8. "Fall At Will"
9. "I Think We Have To Talk"
10. "Wax On Wax Off"
11. "Jericho"